# Hylaea silanaria
Hylaea silanaria là một loài bướm đêm trong họ Geometridae.